# NGC 5248
NGC 5248 is een balkspiraalstelsel in het sterrenbeeld Ossenhoeder. Het hemelobject ligt 50 miljoen lichtjaar van de Aarde verwijderd en werd op 15 april 1784 ontdekt door de Duits-Britse astronoom William Herschel.

## Synoniemen
- UGC 8616
- MCG 2-35-15
- ZWG 73.54
- IRAS 13350+0908
- PGC 48130